# Quốc lộ 14B
Quốc lộ 14B là một tuyến giao thông cấp quốc gia nối cảng Tiên Sa và thành phố Đà Nẵng với Tây Quảng Nam và Tây Nguyên, một phần của đường Xuyên Á AH17.
Quốc lộ 14B có điểm đầu là cảng Tiên Sa thành phố Đà Nẵng. Điểm cuối là nơi giao cắt với quốc lộ 14 ở phía bắc thị trấn Thạnh Mỹ, huyện Nam Giang tỉnh Quảng Nam. Toàn tuyến dài 74 km đi qua trung tâm thành phố Đà Nẵng, qua huyện Hòa Vang của Đà Nẵng và qua thị trấn Ái Nghĩa (huyện Đại Lộc tỉnh Quảng Nam). Đoạn từ Hà Nha tới Hội Khánh trước đây bên trái sông Vu Gia và qua sông bằng cầu phao Hội Khánh. Năm 2006, cầu Hà Nha được đưa vào sử dụng, đoạn từ Hà Nha tới Hội Khánh nằm bên phải sông Vu Gia.